# Bantayan (Cebu)
Bantayan ist eine Großraumgemeinde in der Provinz Cebu auf den Philippinen. Sie hat 79.084 Einwohner (Zensus 1. August 2015), die in 25 Barangays leben. Sie gehört zur ersten Einkommensklasse der Gemeinden auf den Philippinen und wird als partiell urbanisiert beschrieben.

## Geographie
Sie ist mit 81,68 km² die größte Gemeinde auf der Insel Bantayan. Cebu City ist ca. 130 km entfernt und ist mit der Fähre vom Hafen im Barangay Hagnaya in San Remigio auf Cebu Island zu erreichen. Von Sagay City auf Negros besteht ebenfalls die Möglichkeit mit der Fähre die Gemeinde zu besuchen. Die Nachbargemeinden sind Madridejos im Norden, Santa Fe im Osten. Die Visayas-See bildet die westliche und südliche Grenze. Die Topographie der Gemeinde wird generell als Flachland beschrieben.

## Barangays
| - Atop-atop - Baigad - Baod - Binaobao (Poblacion) - Botigues - Kabac - Doong - Hilotongan - Guiwanon | - Kabangbang - Kampingganon - Kangkaibe - Lipayran - Luyongbaybay - Mojon - Obo-ob - Patao - Putian | - Sillon - Sungko - Suba (Poblacion) - Sulangan - Tamiao - Bantigue (Poblacion) - Ticad (Poblacion) |